# Louis Spohr
Louis Spohr o Ludwig Spohr (Braunschweig, 5 aprile 1784 – Kassel, 22 ottobre 1859) è stato un compositore, violinista e direttore d'orchestra tedesco.
La sua figura è di rilievo nella storia della musica per due motivi essenziali: il suo ruolo nell'ambito della nascente scuola violinistica tedesca, e il suo contributo al sorgere della figura moderna di direttore d'orchestra. Sul fronte della tecnica violinistica, Spohr ha inventato la mentoniera, che è divenuta una componente irrinunciabile della montatura dello strumento.

## Biografia
Fin dalla prima infanzia, Ludwig Spohr dimostrò la sua predisposizione per lo studio del violino. A quindici anni, ormai già in possesso del bagaglio di tecnica ordinaria dello strumentista ad arco, entrò a far parte dell'orchestra del ducato di Brunswick-Lüneburg; tre anni dopo, nel 1802, convinto del valore del ragazzo, il duca stesso gli finanziò un anno di studi a San Pietroburgo con il virtuoso Franz Anton Eck (1774-1804). Le sue prime composizioni degne di nota, compreso il primo concerto per violino, risalgono proprio al soggiorno di studio con Eck. Dopo il suo ritorno in patria, il Duca gli garantì un tour di concerti nella Germania settentrionale: un suo concerto tenuto a Lipsia nel dicembre del 1804 gettò l'influente critico musicale Johann Friedrich Rochlitz letteralmente "ai suoi piedi", non solo per l'abilità esecutiva di Spohr, ma anche per il valore delle sue composizioni. Questo concerto diede subitanea notorietà al giovane musicista in tutto il mondo germanofono; all'estero sarebbe in seguito diventato famoso con il nome di battesimo "alla francese" di Louis.
Nel 1805 Spohr fu assunto come Kapellmeister alla corte di Gotha, dove si trattenne fino al 1812. Là incontrò l'arpista diciottenne Dorette Scheidler (1787-1834), figlia di uno dei cantori di corte, e se ne innamorò: i due si sposarono l'anno dopo. In seguito, i coniugi Spohr si esibirono regolarmente in duo, effettuando tournée in Italia (1816-1817), Inghilterra (1820) e a Parigi (1821), ma più tardi Dorette abbandonò la pratica dell'arpa per dedicarsi alla cura dei figli. La sua morte precoce portò grande dolore nella vita del marito.
Più tardi, Spohr lavorò come direttore d'orchestra al Theater an der Wien di Vienna (1813-1815), dove entrò a far parte delle amicizie di Ludwig van Beethoven, e come direttore d'opera a Francoforte (1817-1819), dove poté allestire i suoi stessi lavori scenici—il primo dei quali, Faust, era stato rifiutato a Vienna. L'occupazione stabile più lunga nella vita di Spohr, dal 1822 sino alla sua morte, fu l'incarico di direttore musicale alla corte di Kassel: posto che gli fu offerto dietro suggerimento di Carl Maria von Weber. A Kassel, il 3 gennaio 1836, Spohr si sposò una seconda volta, con Marianne Pfeiffer (1807-1892).
Nel 1820 sostituì l'arco di violino, che si utilizzava per dirigere l'orchestra, con la bacchetta.
Tra i suoi allievi si può menzionare Carl Friedrich Weitzmann.

## Composizioni
Spohr fu un compositore prolifico, con più di 150 lavori catalogati a suo nome, oltre alle composizioni senza numero d'opera. Le sue nove sinfonie (più una decima rimasta incompiuta) mostrano l'evoluzione dallo stile classico dei suoi predecessori alla musica programmatica della nona sinfonia, intitolata Le Stagioni.
Tra il 1803 e il 1844 Spohr compose più concerti per violino che qualunque altro grande compositore suo contemporaneo: sedici in tutto fra il 1803 ed il 1844, oltre a due concerti per due violini. Molti di essi sono strutturalmente non convenzionali, come il celebre ottavo concerto, in un tempo solo e nello stile di un'aria d'opera. Meglio conosciuti al giorno d'oggi sono però i quattro concerti per clarinetto, tutti scritti per il clarinettista virtuoso Johann Simon Hermstedt.
Anche la produzione cameristica di Spohr è nutrita: più di 36 quartetti d'archi e quattro interessanti quartetti doppi d'archi; scrisse anche quartetti per altre formazioni, duo, trio, quintetti, sestetti, un ottetto e un nonetto, lavori per violino solo, arpa sola, duo violino e arpa pensati per essere suonati da se stesso in duetto con la moglie.
Le principali opere di Spohr - Faust (1816), Zemira e Azor (1819) e Jessonda (1823) - attualmente non appartengono al repertorio dei teatri d'opera, tuttavia furono in voga per tutto il diciannovesimo secolo e anche negli inizi di quello successivo: ad esempio Jessonda venne bandita dalle autorità naziste perché narrava di un eroe europeo innamorato di una principessa indiana.
Sono anche da ricordare i 59 Lieder per voce e pianoforte, 15 Lieder per più voci e pianoforte, una messa e altra musica corale. I suoi oratori, in particolare Il Giudizio finale (1826, premiere al Norfolk & Norwich Festival), erano particolarmente apprezzati durante il diciannovesimo secolo.

### Opere
- Die Prüfung, Operetta in un atto (1806)
- Alruna, Grande opera romantica in tre atti (1808)
- Der Zweikampf mit der Geliebten, Opera in tre atti (1810)
- Faust, Opera romantica in due atti (1813), versione con recitativi del 1852
- Zemire und Azor, Opera romantica in due atti (1818/19)
- Jessonda, Grande opera in tre atti (1823)
- Der Berggeist, Opera romantica in tre atti (1824)
- Pietro von Abano, Opera romantica in due atti (1827)
- Der Alchymist, Opera romantica in tre atti (1829/30),
- Die Kreuzfahrer, Grande opera in tre atti (1843/44)

### Concerti
- Concerto n. 1 " in do min. op.26" per Clarinetto e Orchestra
- Concerto n. 2 per Clarinetto e Orchestra
- Concerto n. 3 " in fa min." per Clarinetto e Orchestra
- Concerto n. 4 per Clarinetto e Orchestra
- Concerto No.1, Op.1 per violino
- Concerto No.2, Op.2 per violino
- Concerto No.3, Op.7 per violino
- Concerto No.4, Op.10 per violino
- Concerto No.6, Op.28 per violino
- Concerto No.7, Op.38 per violino
- Concerto n. 8, Op. 47 In modo di scena cantata in la minore per violino e orchestra (1816 al Teatro alla Scala di Milano)
- Concerto No.9, Op.55 per violino
- Concerto No.10, Op.62 per violino
- Concerto No.11, Op.70 per violino

### Sinfonie
- Sinfonia n. 1 in mi bemolle maggiore, op.20
- Sinfonia n. 2 in re minore, op. 49
- Sinfonia n. 3 in do minore, op.78
- Sinfonia n. 4 in la minore, op.91
- Sinfonia n. 5 in do minore, op.102
- Sinfonia n. 6 Historische im Stil und Geschmack 4 verschiedener Zeitabschnitte, op.116
- Sinfonia n. 7 in do maggiore Irdisches und Gottlich im Menschenleben, op.121
- Sinfonia n. 8 in sol maggiore, op.137
- Sinfonia n. 9 in si minore Die Jahreszeiten (Le stagioni), op.143

### Quartetti per archi
- Quartetto per archi n. 1 in do maggiore, op.4 n. 1
- Quartetto per archi n. 2 in do minore, op.4 n. 2
- Quartetto per archi n. 3, Quatuor brillant, in re minore, op.11
- Quartetto per archi n. 4 in mi bemolle maggiore, op.15 n. 1
- Quartetto per archi n. 5 in re maggiore, op.15 n. 2
- Quartetto per archi n. 6 in sol minore, op.27
- Quartetto per archi n. 7 in mi bemolle maggiore, op.29 n. 1
- Quartetto per archi n. 8 in do maggiore, op.29 n. 2
- Quartetto per archi n. 15 in mi bemolle maggiore, op.58 n. 1
- Quartetto per archi n. 16 in la minore, op.58 n. 2
- Quartetto per archi n. 27 in re minore, op.84 n. 1
- Quartetto per archi n. 28 in la bemolle maggiore, op.84 n. 2
- Quartetto per archi n. 29 in si minore, op.84 n. 3
- Quartetto per archi n. 30, Quatuor brillant, in la maggiore, op.93
- Quartetto per archi n. 33 in sol maggiore, op.146
- Quartetto per archi n. 35 in mi bemolle maggiore, op.155

### Quintetti per archi
- Quintetto per archi n. 1 in mi bemolle maggiore, op.33 n. 1
- Quintetto per archi n. 2 in sol maggiore, op.33 n. 2
- Quintetto per archi n. 3 in si minore, op.69
- Quintetto per archi n. 4 in la minore, op.91
- Quintetto per archi n. 5 in sol minore, op.106
- Quintetto per archi n. 6 in mi minore, op.129
- Quintetto per archi n. 7 in sol minore, op.144
- Quintetto per pianoforte, clarinetto, fagotto corno da caccia e flauto, op. 52

### Altre composizioni per archi
- Potpourri per quartetto d'archi n. 1 in sol maggiore, op. 5, su temi di Le petit matelot di Gaveaux
- Potpourri, op. 22
- Sestetto per archi in do maggiore, op.140

## Saggi
- Scuola di violino (1832): un metodo per l'insegnamento della prassi violinistica secondo la scuola tedesca; contiene una importante classificazione delle quattro tipologie di vibrato e la relativa notazione.[2]
- Autobiografia (1860): interessante documento della vita musicale della sua epoca.